# 大間線
大間線（おおません）は、青森県むつ市の大畑線の終点大畑駅から同県下北郡大間町の大間駅までを結ぶ計画であった未成の鉄道路線である。

## 歴史
1922年（大正11年）施行の鉄道敷設法別表1号に「青森県田名部ヨリ大畑ヲ経テ大間ニ至ル鉄道」として掲げられた予定線である。建設理由は下北半島の開発と対北海道連絡線であった。敷設運動は1921年（大正10年）頃から活気を見せてきたがその後5年ほど具体的な動きはなかった。

### 対北海道連絡線
1894年（明治27年）頃、東奥日報紙上にて函館区長の常野正義が野辺地駅より大間もしくは佐井まで鉄道を建設し、大間と函館を貨客船にて結び、上野駅 - 函館駅間の所要時間を9時間短縮、将来函館 - 札幌間に鉄道が敷設されれば上野駅 - 札幌駅間を35時間程度で結ぶ構想を提唱している（下北鉄道構想）。青森側にも同様の構想があったが、ローカルな生活圏を基に構想したことに由来する主導権争いもあり、いずれも実現しなかった。
1895年（明治28年）から1896年（明治29年）頃、大湊軍港の創設を予想して敷設を計画する者が3名現れたがのちの不況により断念した。
1923年（大正12年）には函館にて海産商を営み、函館市議会議員を務めた阿部覚治が「大函館論（文化サークルの紅茶倶楽部·刊）」にて関門トンネルが着手されたことを引き出し、函館 - 大間間を海底鉄道トンネルで結ぶ構想を発表している。船舶の技術の進歩を考えても、津軽海峡の強風や高い波を克服して確実な輸送をするのは難しく、もし関門海峡のように海底鉄道トンネルが掘れるならばそのような問題は解決できると指摘した。実際、津軽海峡は潮流が速く複雑で、四季を通じて激しい気象や海象が起き、瀬戸内海、玄界灘に並ぶ日本の三大海難所となっている。
参考として付記するが、1939年（昭和14年）国威発揚で弾丸列車による大陸縦断鉄道構想が発表される。机上調査の域であるが津軽海峡部分は下北半島と函館を結ぶルートであった。

### 国防
日露戦争時、函館要塞の装備ではロシア帝国ウラジオストク艦隊が通商破壊作戦のために津軽海峡を通過することを阻止できず、北海道が孤立混乱した。そこで陸軍津軽要塞大間崎砲台への軍事物資や兵員輸送を兼ねて、むつ市の下北駅から大間までを結ぶ鉄道路線としても計画された。後に戦争による空襲で青函連絡船が被害を受けることが想定されたため、1935年（昭和10年）に北海道農会や函館市民によって大間 - 函館間、1936年（昭和11年）に大畑町によって大畑 - 函館間や大畑 - 室蘭間を代替航路として開設し、同線を利用することが提案された。

### 進まない着工と民間による敷設計画
1922年（大正11年）施行の鉄道敷設法で敷設予定が決まったのにもかかわらず着工が遅れた。理由は沿線人口が少なく採算性に難があったから予算化ができなかった。1928年（昭和3年）に民間の「大間鉄道」による敷設が計画され、田名部-大畑-大間間の免許を申請。うち大畑-大間間の免許が下りた。翌1929年（昭和4年）には田名部-大畑間の免許も追加取得することができた。しかし昭和恐慌（1930年（昭和5年）から1931年（昭和6年））により着工ができなかった。
大間鉄道は発起人は高橋辰次郎ほか七名で、その中には堤清六をはじめ、函館の平塚常次郎、太刀川善吉、岡本康太郎が名を列ねており、函館での大間函館航路開設を視野に据えて同鉄道敷設を考えたものとしている。同時期に北海道本土連絡鉄道、斗南軌道からも免許申請が出ていた。

### 着工と第1期区間開業（大畑線）
1937年（昭和12年）6月に鉄道省によって工事が開始され、2年後の1939年（昭和14年）11月に大畑線として下北 - 大畑間が第1期開業区間として開通した。
さらに大畑より先の第2期開業区間の工事が進められ、1940年（昭和15年）8月に大畑 - 釣屋浜間が、1941年（昭和16年）10月までに釣屋浜 - 木野部間、下風呂 - 桑畑間がそれぞれ竣工した。大間には旧日本陸軍の要塞があったため、その後も優先的に建設が行われ、路盤の大半が完成し、終点の大間以外では駅も建設され、わずかな未着工部分を残すのみとなったが、1943年（昭和18年）12月に鉄道建設審議会から戦時中の資材不足を理由として、桑畑地区あたりで工事の中止の指示が下った。
当区間でも強制連行された朝鮮人やタコ部屋労働者などによる強制労働が行われ、脱走などしようとする者は、ほかの労働者の前で惨殺されるかリンチを受けるなど非人道的な行為が多数行われていた。トンネルの工事では特に犠牲者が出たという。地元住民の中には、現場監督の目を盗み、労働者を助けたものもいた。亡くなったものたちは戦時中、大畑町（現：むつ市）の寺で供養していたといわれるが、終戦を迎え、この地でも、それらに関する書類の焼却命令があったため、今は証拠となる書類などが残っていない。またその後、それらを記録せんとする映画も当地で撮影されている。
1946年（昭和21年）、大間町長、佐井村村長、風間浦村村長、函館市長代理（助役）らの連名で国に工事再開の陳情がされた。また国鉄内部でも再開の構想があったとされているが、再開されることなく放置された。

### 海底トンネルによる青函連絡として工事再開案
戦後の1946年（昭和21年）、国鉄は再び内部に青函トンネル調査委員会を設け青函隧道計画が持ち上がった。東ルート案ではこの区間を通ることになっていたため、それまでは地図には予定線として記載され工事再開の備えがあったようだが、1946年（昭和21年）から1949年（昭和24年）にかけての調査により下北半島北岸に水深240 - 300メートルにある谷が海岸線と平行してあり、那須火山帯上にもあたり地質上適切ではないことが分かり、1968年（昭和43年）に青森駅から津軽半島を北上する西ルートに決定してからは、予定線として記載されることもなくなった。
1964年（昭和39年）に道南海運が大間 - 函館間に外洋フェリー航路としての大間函館航路（大函航路）を開設すると接続道路として大間線の用地を道路に転用する案が有力になり、1969年（昭和44年）に青森県が購入、のちに国道279号に利用したために大間線の開通の可能性はなくなった。1987年（昭和62年）には鉄道敷設法が廃止され、大間線の法的根拠も消滅した。
北海道側で接続する予定だった戸井線も同じく未成に終わった。

### 年表
- 1922年（大正11年） - 鉄道敷設法施行により予定線となる
- 1935年（昭和10年） - 北海道農会や函館市民によって青函連絡船空襲対策代替ルート「大間 - 函館間」の開設、同線利用を提案
- 1936年（昭和11年） - 大畑町によって青函連絡船空襲対策代替等ルート「大畑 - 函館間」や「大畑 - 室蘭間」の開設、同線利用を提案
- 1937年（昭和12年） - 工事開始
- 1939年（昭和14年） - 大畑線として下北 - 大畑間が開通
- 1943年（昭和18年） - 戦時中の資材不足により工事中断
- 1981年（昭和56年） - 小赤川コンクリートアーチ橋の一部が取り壊される
- 1985年（昭和60年）7月1日 - 大畑線が下北交通大畑線に転換される
- 2001年（平成13年）4月1日 - 下北交通大畑線廃止
- 2005年（平成17年）4月 - 下風呂駅予定地付近の連続アーチ橋が遊歩道として整備
- 2021年（令和3年）8月 - 上旬ごろに台風9号が変化した温帯低気圧によって引き起こされた災害の影響で、小赤川橋などの遺構が崩落[26]。

## 遺構
2006年（平成18年）現在でもアーチ橋や橋脚などの遺構が残され、下風呂駅予定地では駅のホームに出入りするために作られた階段が現在でも利用されているなど、住民の生活の一部になっている部分もあるが、戦時中の建設ということもあり資材不足による粗悪なコンクリート（鉄筋が使えず木筋や竹筋または無筋）が使われたことに加え、長年の放置で老朽化しており崩落の可能性が生じている場所がある。いくつかのトンネル（隧道）も現存するが崩落の危険性があり、事故防止のため全てコンクリートで坑口を塞がれている。

### 橋梁およびトンネル
橋梁およびトンネル遺構は以下の通りである。
- 橋梁
  - 二枚橋 - 1939年（昭和14年）2月に着手した下狄川に架かる7連コンクリートアーチ橋である。延長101.5m、スパン長12m[9]。
  - 小赤川橋梁 - 推定延長47.6mの3連コンクリートアーチ橋であった。1981年（昭和56年）に2連が取り壊されており、12mのスパン長があった残り1連も2021年（令和3年）8月に脇を通る小赤川に大量の流木がたまり、流木の撤去作業で使う重機を入れるほか、作業スペースを確保するため、解体に至った[27]。断面に鉄筋のはみ出しが一か所あった[9]。
  - 下風呂温泉付近の連続アーチ橋 - 1940年（昭和15年）9月に着手した延長109mの陸橋である。スパン長8mが7連、6mが4連と2連[9]。
- トンネル
  - 赤川トンネル（木野部第二隧道） - 木野部峠の下を通す延長1000mのトンネルである[9]。
  - 甲崎トンネル（甲崎隧道） - 延長416mのトンネルである[9]。
  - 焼山トンネル（焼山隧道） - 長さ不明[9]。

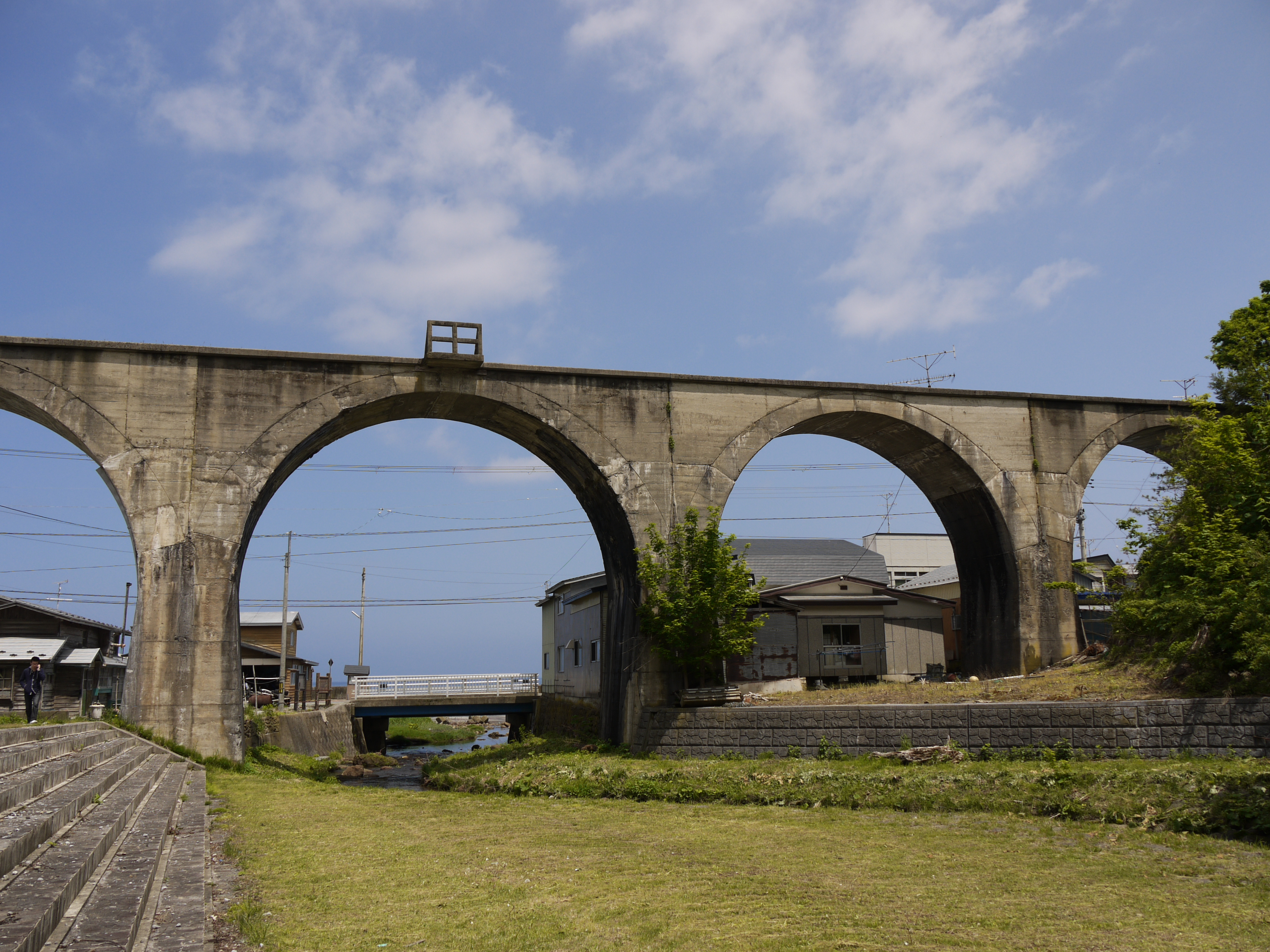
大畑駅付近に残るアーチ橋の遺構（2012年5月）

### 観光資源化
2005年（平成17年）4月に、下風呂駅予定地付近の連続アーチ橋がメモリアルロード（遊歩道）として整備され、橋中央には駅待合室を模した足湯が設置された。足湯は10月中旬 - 5月上旬は適温を保つことが難しいため、利用できない。

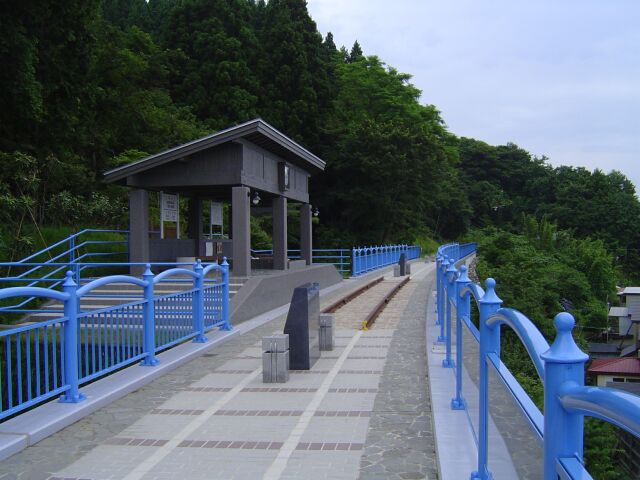
大間線予定地跡遊歩道（下風呂温泉）
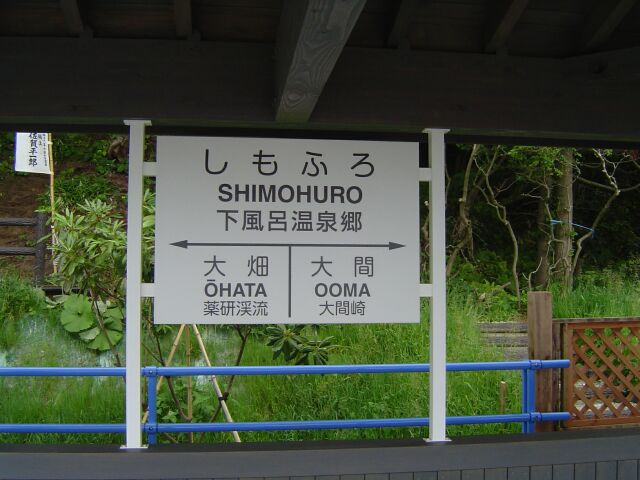
遊歩道にある駅名表示

## 予定駅一覧
大畑駅 - 釣屋浜駅 - 木野部駅 - 赤川駅 - 下風呂駅 - 桑畑駅 - 易国間駅 - 蛇浦駅 - 大間駅 - 奥戸駅

## 接続路線
- 大畑駅：大畑線(廃線)

## 並行する交通

### 船舶
- 大間函館航路（大函航路）函館市補助航路函館・下北甲線（函館・大間・下風呂・大畑等）[30]